# Elgiva cucularia
Elgiva cucularia – gatunek muchówki z rodziny smętkowatych.
Gatunek ten opisany został w 1767 roku przez Karola Linneusza jako Musca cucularia.
Muchówka o ciele długości od 6,2 do 8 mm, ubarwiona żółtawobrązowo z niebieskawoszarym tułowiem. Głowę jej charakteryzują jedwabiście czarne kropki przy podstawach przednich szczecinek orbitalnych, między nasadami czułków a krawędziami oczu złożonych oraz pośrodku potylicy. Na śródpleczu występują podłużne, brązowe pasy: dwa wąskie przez środek i dwa szerokie po bokach. Mezopleury obok owłosienia mają co najmniej po jednej mocnej szczecince. Przedpiersie jest nagie. Żółtawo przydymione skrzydła mają od 5,2 do 6,8 mm długości i rozmyte plamy w przedniej połowie. Odnóża i odwłok są żółte. Dolne powierzchnie ud tylnej pary zaopatrzone są w szczecinki, natomiast w przypadku tych przedniej pary brak takowych.
Gatunek eurytypowy. Larwy zasiedlają różne wody słodkie, preferując bagna i drobniejsze zbiorniki wodne. Są drapieżnikami, wyspecjalizowanymi w ślimakach płucodysznych.
Owad palearktyczny, w Europie znany z Portugalii, Irlandii, Wielkiej Brytanii, Francji, Belgii, Holandii, Norwegii, Szwecji, Finlandii, Danii, Niemiec, Szwajcarii, Austrii, Włoch, Polski, Czech, Słowacji, Węgier, Grecji, Estonii, Łotwy, Litwy i Rosji. Na wschód sięga po Syberię i Ałtaj, a na południe po Algierię. 